# Sailing to Philadelphia
Sailing to Philadelphia je druhé sólové studiové album skotského hudebníka Marka Knopflera. Vydáno bylo v září roku 2000 společnostmi Mercury Records (mezinárodně) a Warner Bros. Records (USA). Album vyšlo v několika odlišných verzích, které se lišily například v pořadí písní. Spolu s Knopflerem jej produkoval Chuck Ainlay. Jako hosté se na nahrávce podíleli například James Taylor a Van Morrison. V hitparádě Billboard 200 se deska umístila na šedesáté příčce. V USA, stejně jako v několika dalších zemích, se stala zlatou. V jiných zemích, například v Dánsku a Německu, pak platinovou.

## Seznam skladeb
Autorem všech skladeb je Mark Knopfler.
| mezinárodní verze | mezinárodní verze       | mezinárodní verze |
| Pořadí            | Název                   | Délka             |
| ----------------- | ----------------------- | ----------------- |
| 1.                | What It Is              | 4:57              |
| 2.                | Sailing to Philadelphia | 5:29              |
| 3.                | Who's Your Baby Now     | 3:05              |
| 4.                | Baloney Again           | 5:09              |
| 5.                | The Last Laugh          | 3:22              |
| 6.                | Silvertown Blues        | 5:32              |
| 7.                | El Macho                | 5:29              |
| 8.                | Prairie Wedding         | 4:26              |
| 9.                | Wanderlust              | 3:52              |
| 10.               | Speedway at Nazareth    | 6:23              |
| 11.               | Junkie Doll             | 4:34              |
| 12.               | Sands of Nevada         | 3:56              |
| 13.               | One More Matinee        | 3:57              |
| Celková délka:    | Celková délka:          | 60:11             |

| americká verze | americká verze          | americká verze |
| Pořadí         | Název                   | Délka          |
| -------------- | ----------------------- | -------------- |
| 1.             | What It Is              | 4:57           |
| 2.             | Sailing to Philadelphia | 5:29           |
| 3.             | Who's Your Baby Now     | 3:05           |
| 4.             | Baloney Again           | 5:09           |
| 5.             | The Last Laugh          | 3:22           |
| 6.             | Do America              | 4:11           |
| 7.             | El Macho                | 5:29           |
| 8.             | Prairie Wedding         | 4:26           |
| 9.             | Wanderlust              | 3:52           |
| 10.            | Speedway at Nazareth    | 6:23           |
| 11.            | Junkie Doll             | 4:34           |
| 12.            | Silvertown Blues        | 5:32           |
| 13.            | Sands of Nevada         | 3:56           |
| Celková délka: | Celková délka:          | 60:25          |

## Obsazení
- Mark Knopfler – zpěv, kytara
- Richard Bennett – kytara
- Jim Cox – klavír, varhany
- Guy Fletcher – klávesy, doprovodné vokály
- Glenn Worf – baskytara
- Chad Cromwell – bicí
- James Taylor – zpěv
- Van Morrison – zpěv
- Gillian Welch – zpěv
- David Rawlings – zpěv
- Glenn Tilbrook – zpěv
- Chris Difford – zpěv
- Aubrey Haynie – housle
- Paul Franklin – pedálová steel kytara, lap steel kytara
- Danny Cummings – perkuse
- Mike Haynes – křídlovka
- Jim Hoke – autoharfa, harmonika
- Jim Horn – barytonsaxofon, tenorsaxofon
- Wayne Jackson – trubka
- Harvey Thompson – tenorsaxofon
- Frank Ricotti – marimba
- Duane Starling – zpěv
- Gillian Welch – zpěv
- Chris Willis – zpěv